# Schloss Gimborn

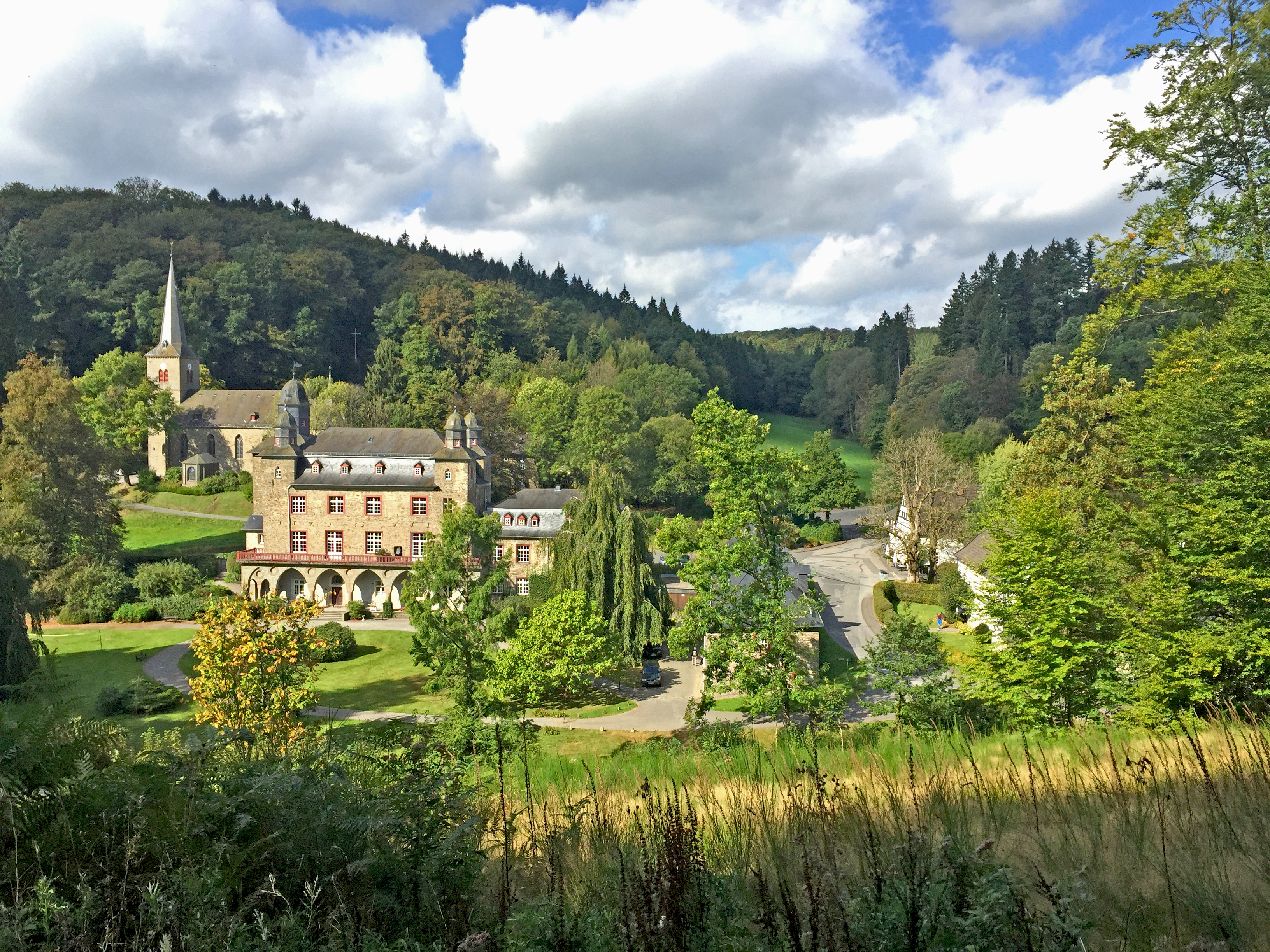
Schloss Gimborn – Denkmalbereich

Schloss Gimborn im Ortsteil Gimborn der Gemeinde Marienheide im Oberbergischen Kreis in Nordrhein-Westfalen, Deutschland ist eine ehemalige Wasserburg . Es befindet sich in einem abseits gelegenen Tal der oberen Leppe auf 278 Meter über NN. Seit 1874 ist die Anlage im Besitz der Freiherren von Fürstenberg zu Gimborn.
Seit 1969 dient das Schloss als Tagungs- und Begegnungsstätte der International Police Association. Einmal im Jahr öffnet es seine Türen, zum Schützenfest der Gimborner St. Sebastianus-Schützenbruderschaft.

## Geschichte
Gimborn wurde 1273 von dem Grafen von Berg an den Grafen von der Mark verpfändet und war ab 1631 Residenz der Grafschaft Gimborn-Neustadt des Hauses Schwarzenberg. Da die Fürsten in Wien und Böhmen residierten, wurde das Gimborner Schloss von fürstlichen Statthaltern als Amtssitz genutzt.
1782 verkaufte der Fürst zu Schwarzenberg die Herrschaft Gimborn-Neustadt an Johann Ludwig von Wallmoden, einen unehelichen Sohn von König Georg II. von Großbritannien, Kurfürst von Hannover. Ein Jahr später wurde dieser von Kaiser Joseph II. daher zum Reichsgrafen von Wallmoden-Gimborn erhoben. 1793 heiratete eine Tochter Wallmodens, Wilhelmine, den späteren preußischen Staatsreformer Freiherr vom Stein. Wallmoden musste 1803 als Oberbefehlshaber der hannoverschen Armee vor den einmarschierten napoleonischen Truppen kapitulieren. Mit dem Ende des Heiligen Römischen Reiches 1806 wurde die Herrschaft Gimborn durch die Rheinbund-Akte dem Großherzogtum Berg zugeschlagen, das Napoleon seinem Schwager Joachim Murat übertrug. Wallmodens Erben verkauften 1813 Schloss und Landbesitz an die Grafen von Merveldt, diese verkauften 1835 an die Grafen zu Stolberg-Stolberg. 1874 kaufte Freiherr Franz-Egon von Fürstenberg, aus Schloss Körtlinghausen im Sauerland stammend, von diesen das Schloss mit dem dazugehörigen land- und forstwirtschaftlichen Grundbesitz. Die Familie von Fürstenberg besitzt Schloss und Gut bis heute. Seit 1969 dient das Schloss als Tagungs- und Begegnungsstätte der International Police Association. Einmal im Jahr öffnet es seine Türen, zum Schützenfest der Gimborner St. Sebastianus-Schützenbruderschaft.

## Architektur und Ausstattung
Der Burggraben wurde im Gegensatz zu allen bisherigen Behauptungen der verschiedensten Literatur, selbst solcher neuester Zeit, zu keiner Zeit von der starken Quelle unter dem „dicken“ Südwestturm gespeist. Der ehemalige Burggraben war eine Umleitung des östlich vorbeifließenden Gimbachs. Von der ehemaligen Burganlage existieren nur noch Reste des Hauptturmes in der nordöstlichen Gebäudeecke des heutigen Haupthauses und der Umwehrungsmauer, auf der offenkundig das Nebenhaus und der quer zum Schloss angeordnete langgestreckte nördliche Wirtschaftsflügel (1741) aufgesetzt sind. Die Quelle unter dem Schlossturm wurde stets auf direktem Wege in den Schlossteich geleitet.
In späteren Bauphasen, nach Einführung der Feuerwaffen, wurden die Verteidigungsanlagen, die ihre militärische Bedeutung verloren hatten, zugunsten von repräsentativen Elementen zurück- oder umgebaut. Das heutige Schloss war zu keiner Zeit ein Wasserschloss; der Graben auf der Nordwestseite der Schlossanlage diente lediglich der Trockenhaltung des unter Straßenniveau gelegenen Geschosses.
Die heute noch sichtbaren Kettenrollen einer ehemaligen Zugbrücke sind insofern auch kein Relikt einer Wassergraben überspannenden Brücke, sondern die des seinerzeit neuen Schlosszuganges mit der Errichtung des neuen Haupthauses mit Baubeginn um 1600. Die Anlage ist daher richtigerweise als ganz normales Schloss anzusehen.

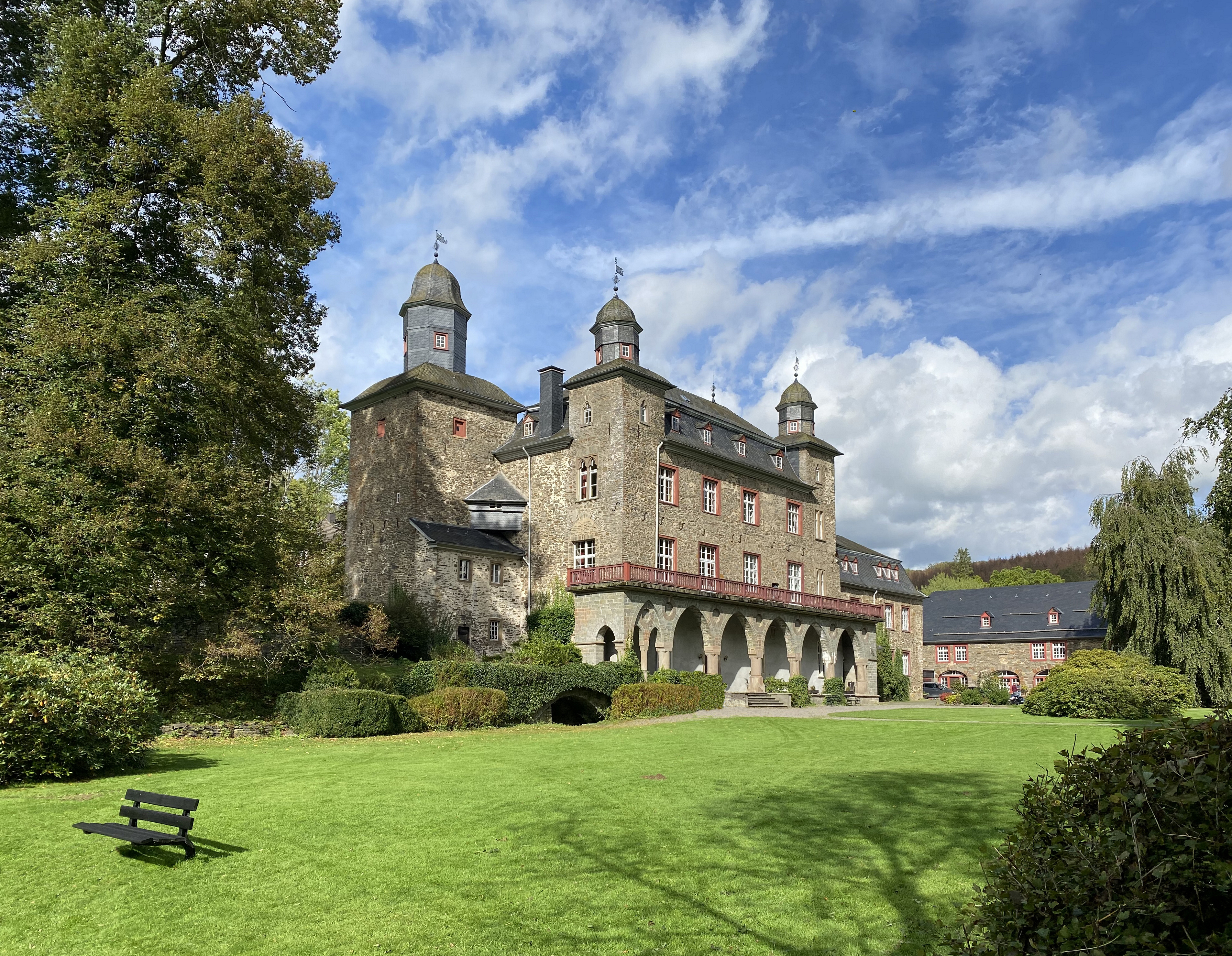
Südöstliche Gartenseite
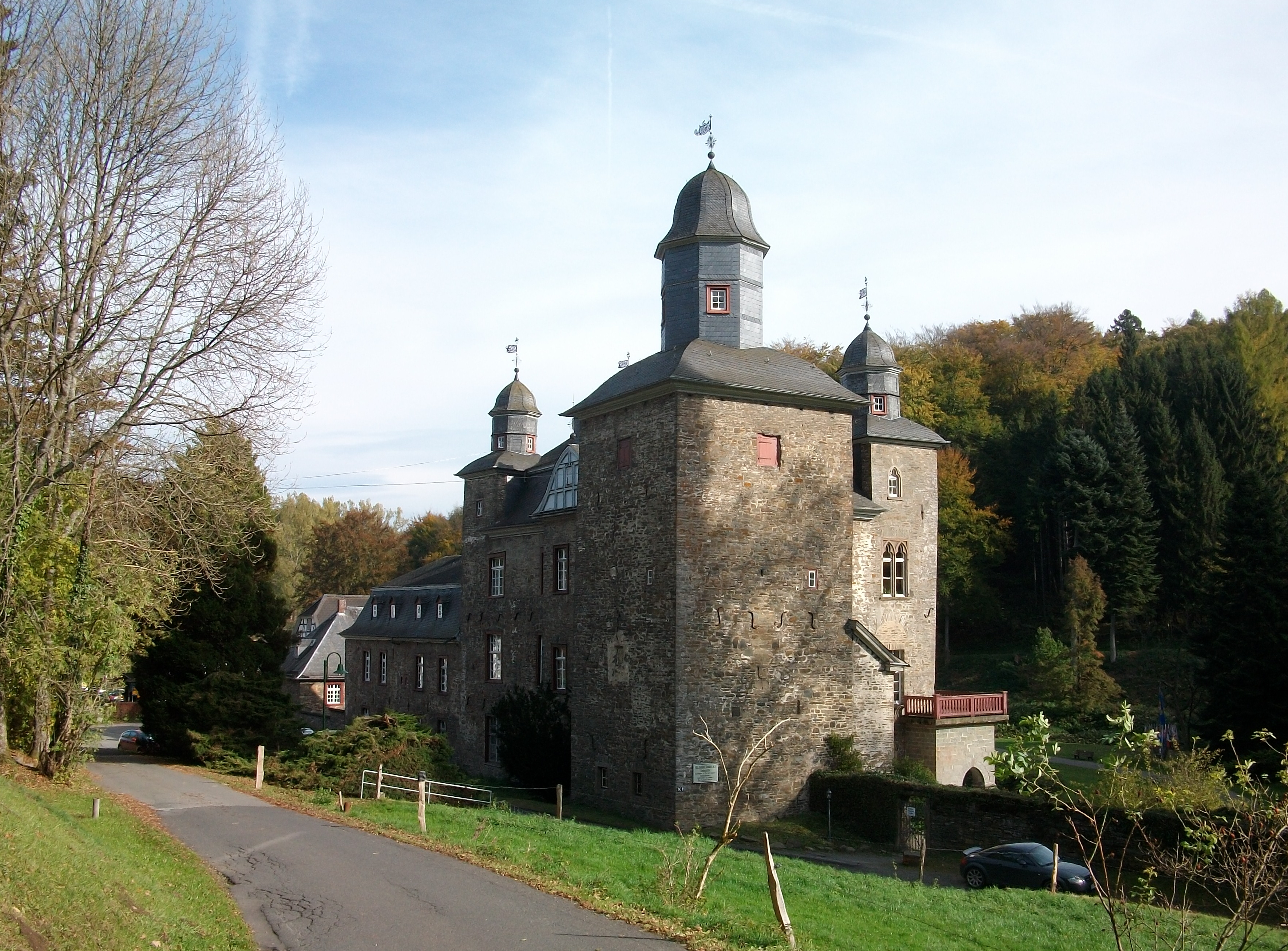
West-Ansicht von der Schlossstraße
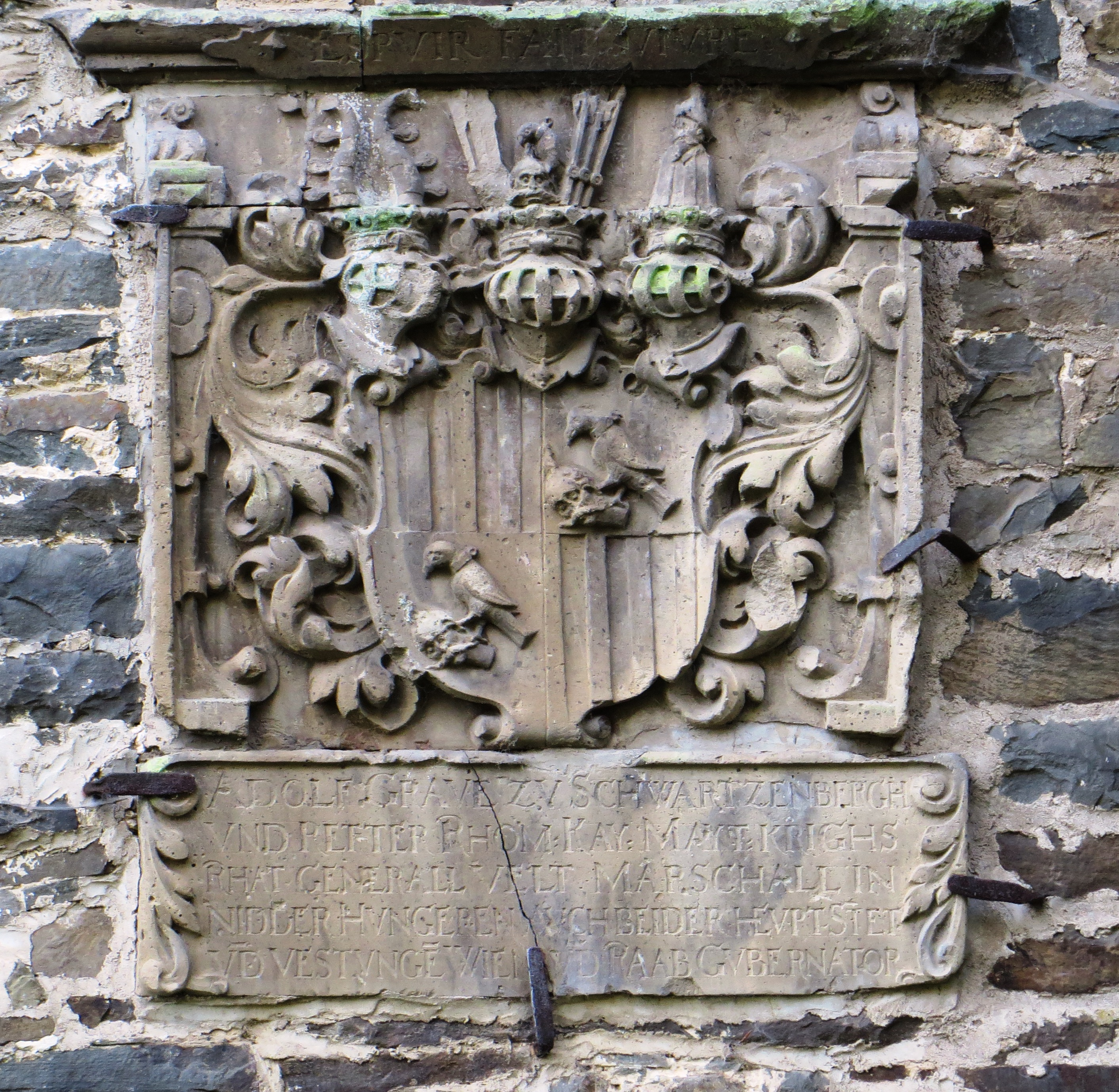
Wappen von Schloss Gimborn
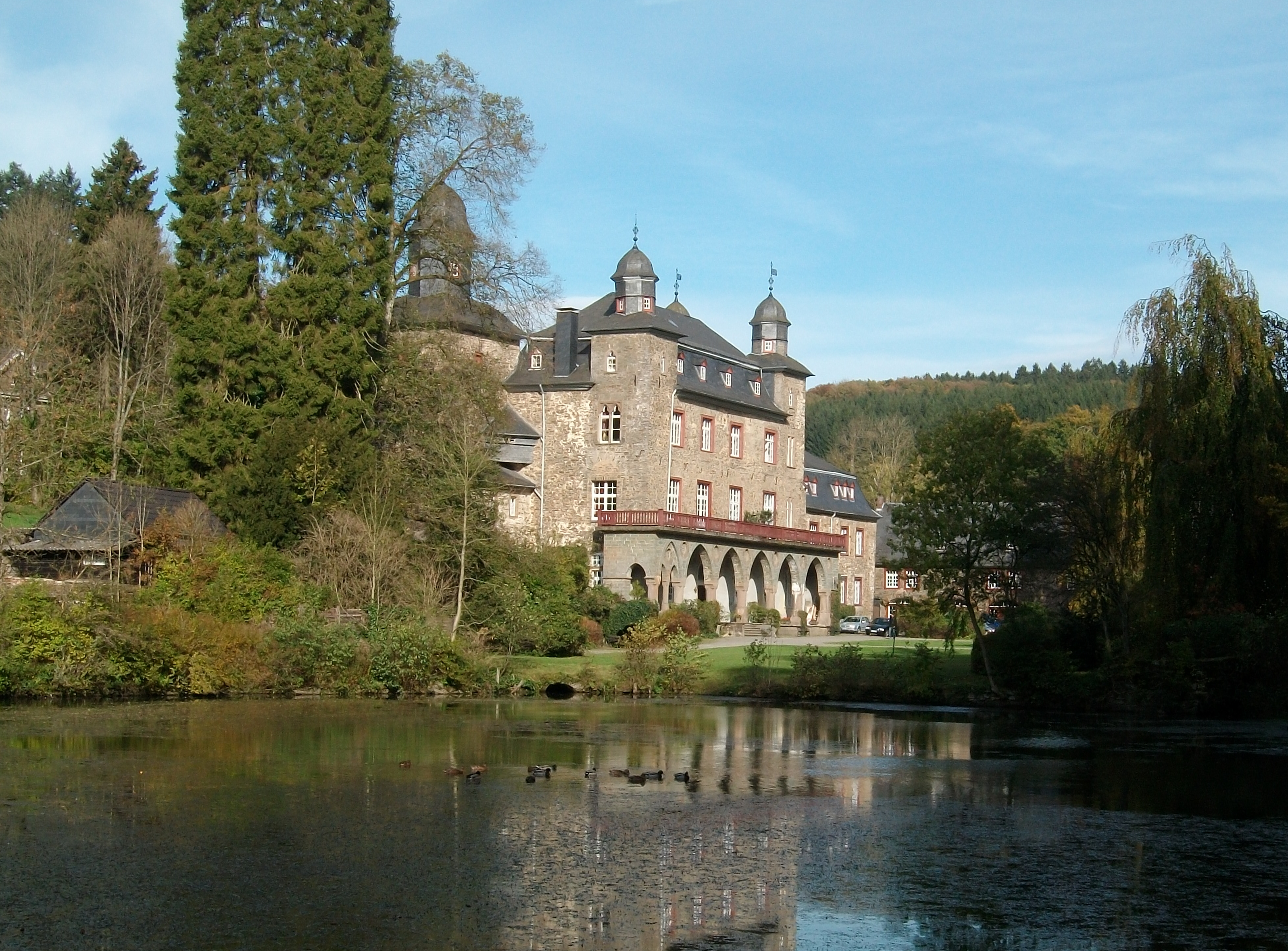
Südöstliche Gartenseite mit Teich